# عدنان قصار
عدنان قصار (عربی: عدنان القصار; زاده ۱۹۳۰ – درگذشته ۲ مه ۲۰۲۵) سیاستمدار، بانکدار و بازرگان اهل لبنان بود.